# Adil Taoui
Adil Taoui, né le 10 août 2001 à Limoges (Haute-Vienne), est un footballeur français évoluant au poste d'ailier.

## Biographie

### En club
Adil Taoui réalisé la fin de sa formation au Toulouse FC, considéré comme un espoir du club il signe son premier contrat professionnel à l'age de 16 ans. Il joue son premier match en professionnel le 5 février 2020 contre le RC Strasbourg, il entre en jeu à la 79e minute.
Le 4 janvier 2021, il est licencié du Toulouse FC pour faute grave, quelques mois après que ses relations avec Patrice Garande étaient dégradées. Cette décision est contestée par le joueur et son entourage, les prud'hommes sont saisis. Il n'aura joué que trois matchs avec le club. 
En juillet 2021, Adil Taoui rejoint le SC Bastia pour un contrat d'une saison avec une option d'une année supplémentaire. Pendant de la saison 2021-2022, il joue quinze matchs avec le club corse dans une saison entachée par une blessure à la cheville. Le club n'active pas son option à la fin de sa première année.
Libre depuis le mois de juin, Adil Taoui rejoint en octobre le Linz ASK en première division autrichienne pour deux saisons. En fin de saison 2022-2023, Adil Taoui subi une déchirure des ligaments croisés qui l'écarte des terrains pendant dix mois. Le 21 mai 2024, il prolonge son contrat au club jusqu'en 2027. Son contrat est cependant résilié en juillet 2025.

### En sélection nationale
Adil Taoui est né en France mais à des origines algériennes. Il représente la France au niveau international en catégorie moins de 18 ans. Il effectue son premier match dans cette catégorie le 2 juin 2019 contre le Qatar U23.